# Staatliches Museum Ägyptischer Kunst

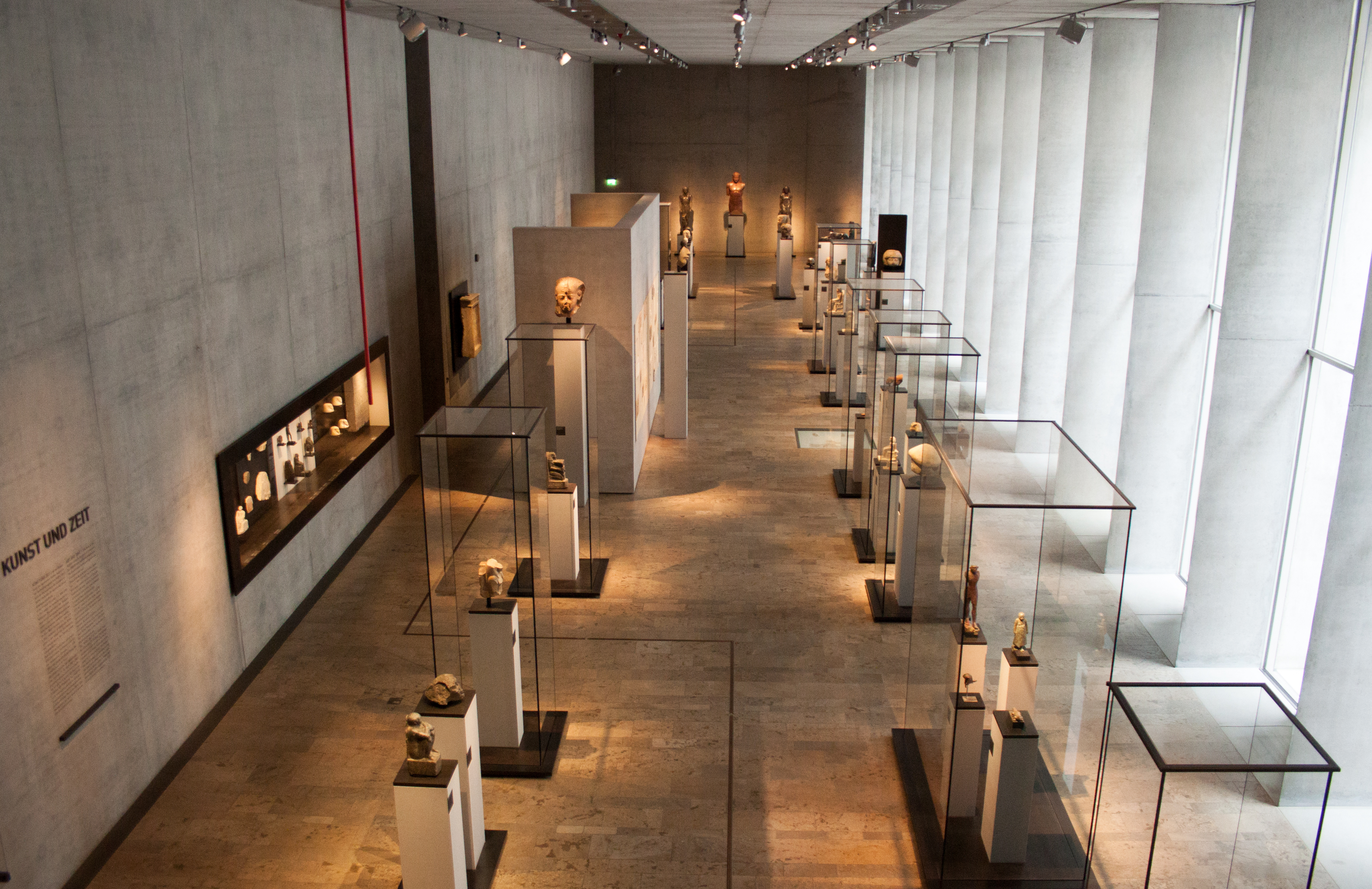
A múzeum egyik fő kiállítóterme

A müncheni Staatliches Museum Ägyptischer Kunst (Az egyiptomi művészet állami múzeuma) Németország egyik legnagyobb egyiptológiai gyűjteménye (a berlini Neues Museum egyiptomi gyűjteménye és a hildesheimi Roemer- und Pelizaeus-Museum mellett) a Kunstareal múzeumi negyedben, Maxvorstadt városrészben. Gyűjteménye az ókori Egyiptom minden korszakából, valamint a szomszédos Núbia, Asszíria és Babilon területéről tartalmaz műtárgyakat egészen a kopt kereszténység idejéig.
Az 1966-ban alapított múzeum 2013-ban költözött jelenlegi helyére, a Peter Böhm által tervezett ultramodern épületbe, aminek felső szintjein a Hochschule für Fernsehen und Film München (Müncheni Televíziós és Filmművészeti Főiskola) kapott helyet. A múzeum tulajdonosa a bajor állam, igazgatója 2017-ben Dr. Sylvia Schoske.

## Története
A gyűjtemény eredete a bajor uralkodók óegyiptomi gyűjteményeire megy vissza. Többek között V. Albert bajor herceg a 16. század második felében és Károly Tivadar pfalzi és bajor választófejedelem az Antiquariumban, I. Lajos bajor király pedig a Glyptothekban alakított ki óegyiptomi művészeti gybűjteményeket. Lajos 1816-ban Párizsban Napóleontól vásárolt egyiptomi műkincseket. A 19. században a Bajor Tudományos Akadémia is vásárolt jelentős egyiptomi tárgyakat. A 20. század elején polgári mecénások, tudósok és intézmények is hozzájárultak a gyűjtemény fejlesztéséhez, például Friedrich Wilhelm von Bissing egyiptológus. A múzeum azóa is rendszeresen fejleszti gyűjteményét, állami vásárlások illetve a múzeum 1976-ban alapított baráti körének adományai révén.
A mai múzeumi gyűjtemény megalapozásának dátuma 1966, amikor hivatalosan létrehozták a bajor állam egyiptológiai gyűjteményét („Ägyptische Sammlung des Bayerischen Staates“). A gyűjtemény egy részét annak az évnek a nyarán a Münchner Haus der Kulturinstitute épületében, a Nemzetiszocialista Német Munkáspárt korábbi müncheni székhelyén mutatták be. 1970 júliusától a gyűjtemény nagy része a Münchner Residenz egyes termeiben kapott helyet. A múzeum saját modern épülete végül 2013 június 11-én nyílt meg az Alte Pinakothek épületével szemben.

## A múzeum épülete és a kiállítás szerkezete

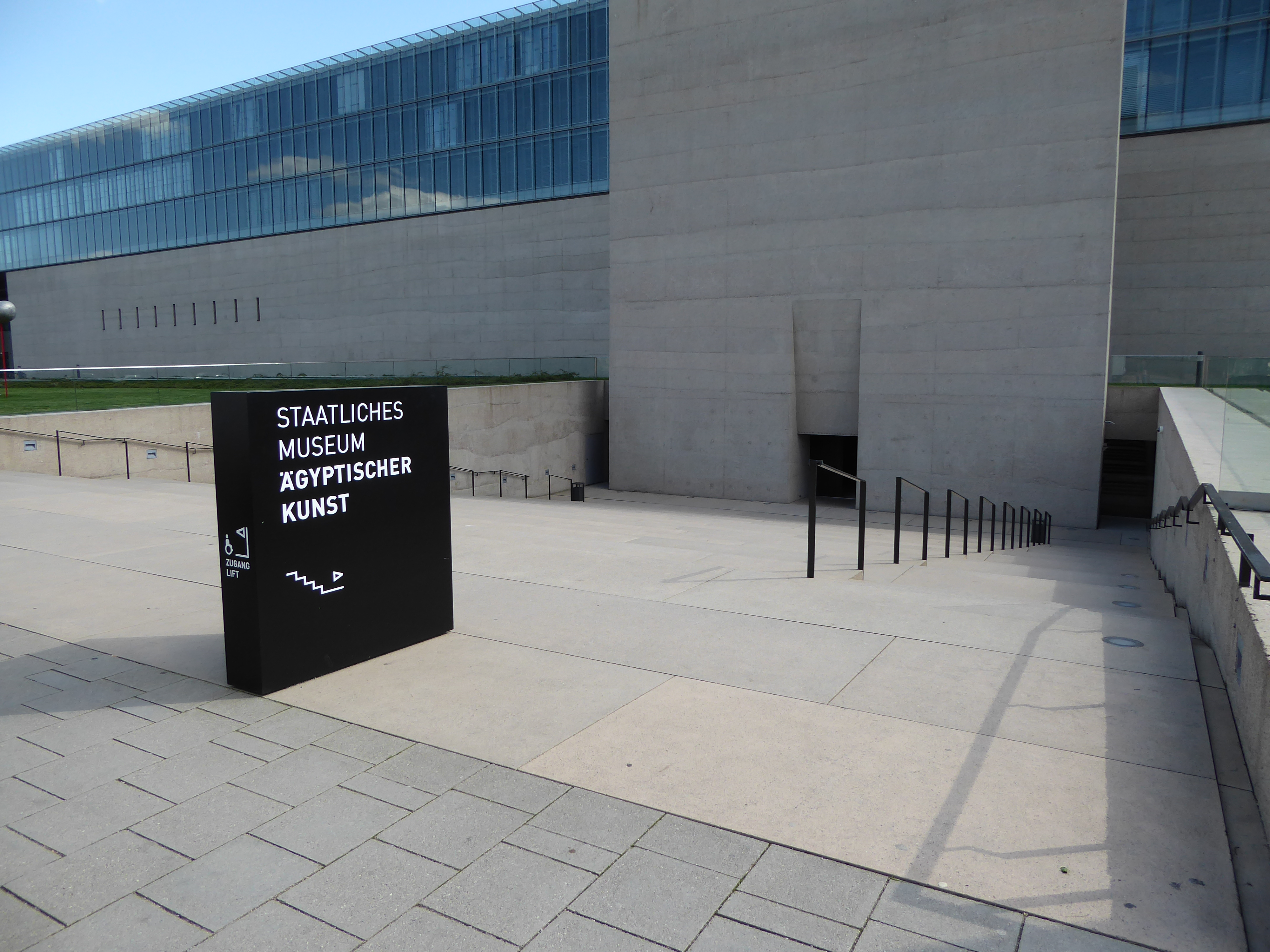
A múzeum bejárata

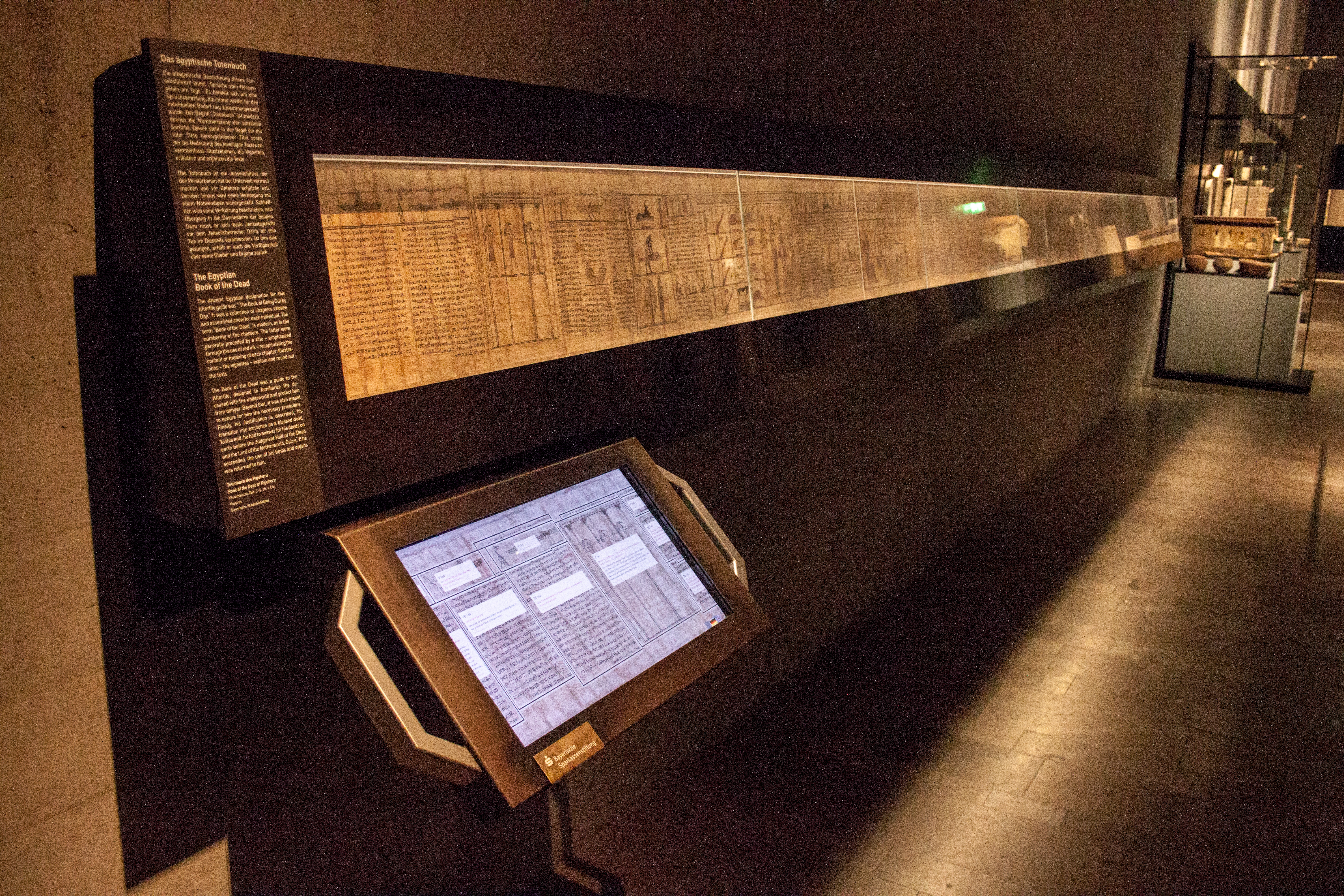
A Halottak Könyve bemutatása

Az épületnek a múzeumi célra szolgáló része a térszín alatt helyezkedik el és egy széles lépcsőn közelíthető meg. A bejárat egy hatalmas, előreugró betonfal tövében van, ami a kolosszális óegyiptomi építményekre emlékezteti a látogatót. A bejárati csarnokból a gyűjtemények felé egy további lejtős rámpán vezet az út.
A kiállítás két fő részből áll. Az első rész az egyiptomi szobrok művészetét mutatja be, nem időrendben, hanem a művészi kifejezés megoldásai szerint csoportosítva. A kiállításnak erre a részére eljut a külső természetes fény. A kiállításnak ezt a szakaszát  Titus Sextius Africanus 5,80 méter magas obeliszkje zárja. Az obeliszk középső része i. sz. 50-ből származik, többi részét később ismételten átdolgozták.
A gyűjtemény időrendi, tematikus része áttekintést nyújt az 5000 éves egyiptomi művészetről. Kisebb termekben mutatják be a tematikailag összetartozó tárgyakat, például a vallás és a túlvilágba vetett hit témáját, az írás és a szövegek kultúráját, a kézműipar fejlődését. A kiállításnak ez a szakasza a korabeli Egyiptommal szomszédos államokból származó tárgyak bemutatásával zárul.
A kiállítás tájékoztató feliratokban gazdag, modern multimédia-felületek, hatalmas érintő-képernyők teszik lehetővé a további tájékozódást. A bejáratnál tablet számítógépek kölcsönözhetők, amikről a látogatás során kiegészítő információkat lehet leolvasni. Különleges megoldással mutatják be a  Halottak Könyvét: a hosszan kibontott tekercs előtt sínen mozgatható képernyőn lehet tanulmányozni az adott szakasz hieroglifáit, együtt a német fordítással. Számos kiállított tárgy előtt Braille-írással rögzített információkat is elhelyeztek.
A 2017 júniusától 2018 januárjáig terjedő időszakban az egyiptomi szobrok között összehasonlításképpen, élénkítésül, kiállították Isolde Frepoli szobrász hasonló hatást keltő modern terrakotta alkotásait.

## Kiemelkedő műalkotások

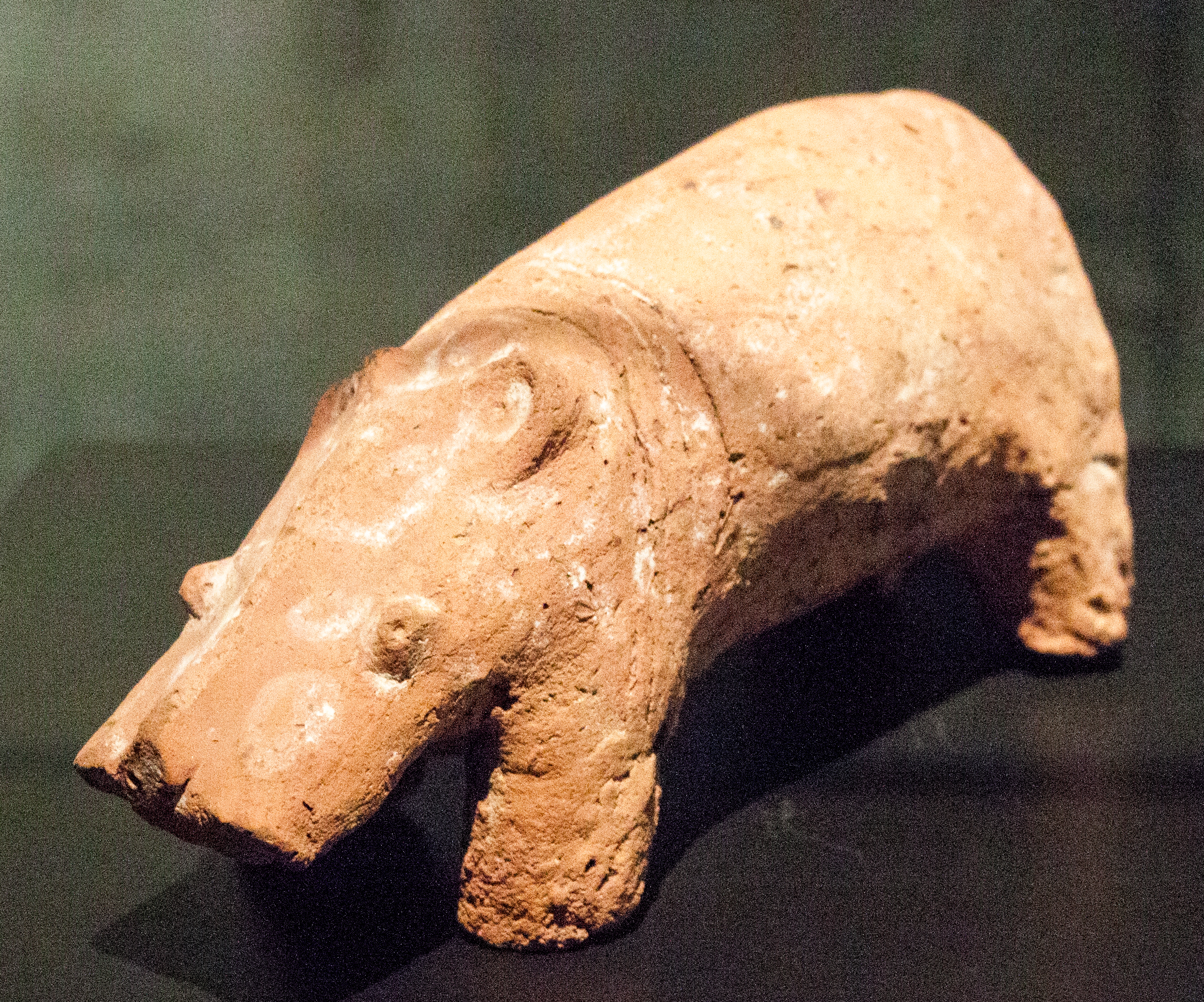
Kerámiaedény víziló formájában, Nagada I-II, i. e. 3500 körül

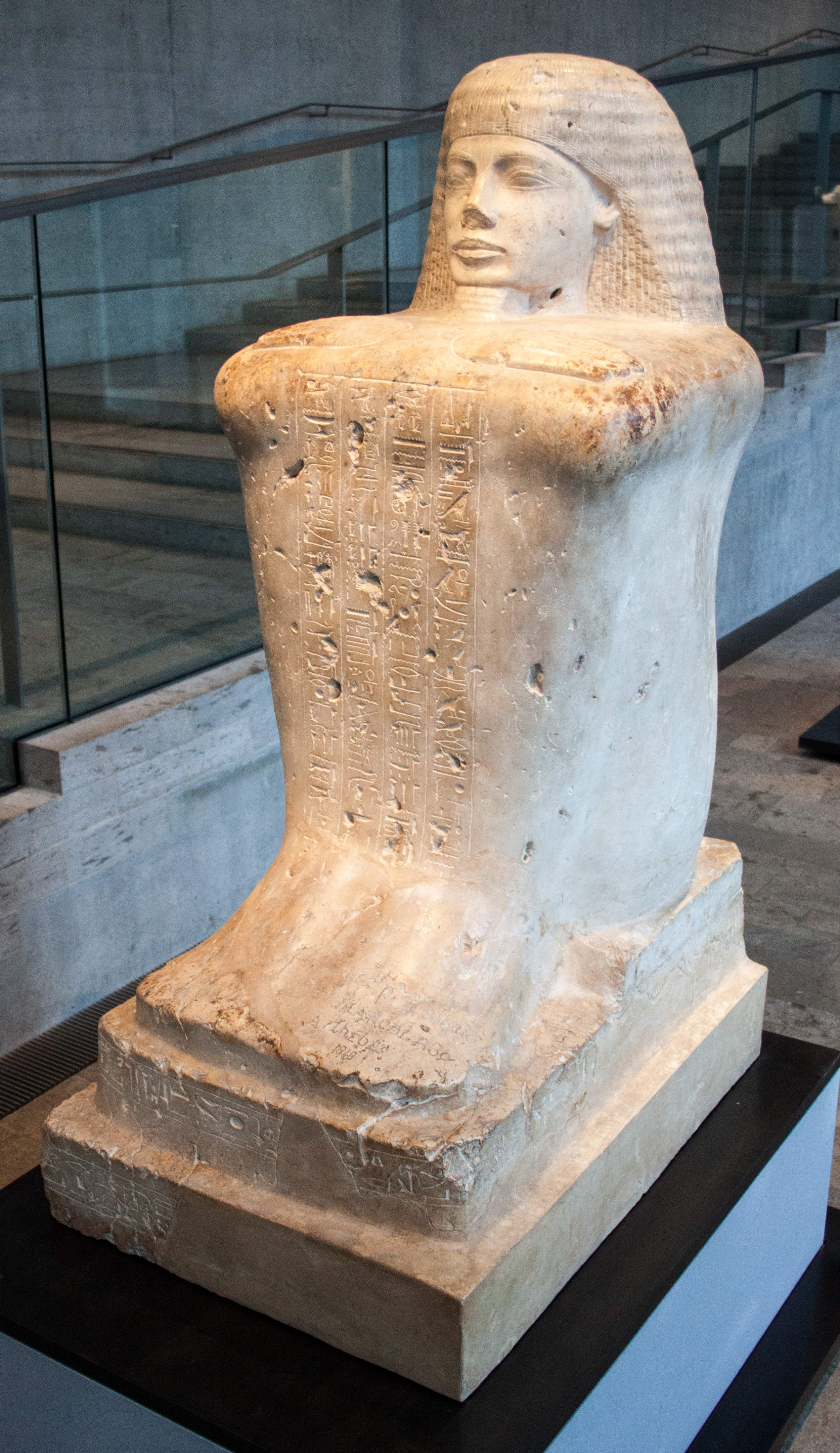
Bakenhonszu főpap szobra, i. e. 1320 körül

- Egyiptomi predinasztikus kor és a korai dinasztiák

Sírleletek Minschat Abu Omar lelőhelyről
- Egyiptomi óbirodalom i. e. 2707–2216

Niuszerré kettős szobra ifjúként és idősként, Kheopsz fejszobra, álajtó Meni sírjából
- Első átmeneti kor

Usébti viaszfigura
- Egyiptomi középbirodalom i. e. 2010–1793

III. Amenemhat több szobra, Szobek, a krokodil-isten képmása, egyiptomi fajanszból készült víziló stilizált vízinövényekkel, III. Szenuszert szfinxfigurája, egy magas rangú tisztviselő szobra
- Második átmeneti kor

Szitdzsehuti királyné halotti maszkja
- Egyiptomi újbirodalom i. e. 1532–1070

II. Ramszesz, III. Thotmesz, Ehnaton és Hatsepszut szobrai, oroszlánfej mészkőből, II. Amenhotep szfinx-feje, Szenenmut szobra, Tije királyné aranyfigurája, III. Thotmesz kelyhe nevének feliratával - a világ legrégibb üvegedénye (i. e. 1450).
- Harmadik átmeneti kor

Múmiák, szarkofágok
- Egyiptomi későkor

egy pap szobra a perzsa uralom idejéből (i. e. 500 lörül), szobrok a Ptolemaida-dinasztia idejéből és a görög-római korból, köztük egy Ozirisz bronzcsoport, egy szeleukida uralkodó fejszobra gránitból és Antinous torzója a római korból
- Núbiai művészet

későkori aranykincs Amanisakheto núbiai királynő sírjából
- Kopt művészet

festett kerámia, üveg; szövetek
- Asszíriai művészet

Asszír domborművek II. Assur-nászir-apli palotájából, Kalhu városából (I. Lajos bajor király vásárolta Londonban)
- Babiloni művészet

Lépő oroszlán fényezett csempén a babiloni Istár-kapuról (i. e. 570 körül), a berlini Pergamonmuseum közel-keleti gyűjteményének ajándéka
- A gyűjteményben található még tizenegy olyan tárgy is, amelyeket a 18. század második felében alkottak egyiptomi stílusban.[4]

## Fordítás
- Ez a szócikk részben vagy egészben a Staatliches Museum Ägyptischer Kunst című német Wikipédia-szócikk ezen változatának fordításán alapul.  Az eredeti cikk szerkesztőit annak laptörténete sorolja fel. Ez a jelzés csupán a megfogalmazás eredetét és a szerzői jogokat jelzi, nem szolgál a cikkben szereplő információk forrásmegjelöléseként.